# 河內戰役 (1946年)
河內戰役發生於1946年12月19日至1947年2月18日，越盟士兵在河內引爆了炸藥，並屠殺法國平民，使得最終爆發了河內戰役，也標誌著第一次印度支那戰爭的開始。

## 註腳
1. ↑  Duiker, page 400
2. ↑   Christopher Goscha: Vietnam - A New History. New York 2016, S. 223